# Пол Баррі
Пол Баррі (англ. Paul Barry; нар. 1952) — австралійський журналіст, що народився в Англії.
Від 1978 року працював на BBC. 1982 року переїхав до Австралії. Спеціалізується на репортажній журналістиці і журналістських розслідуваннях.
Найбільшу популярність Баррі принесло освітлення фінансового краху австралійського магната Алана Бонда, оголошеного банкрутом 1992 року, — це банкрутство стало найбільшим в історії австралійського бізнесу. 1993 року Баррі опублікував книгу «Зліт і падіння Алана Бонда» (англ. The Rise and Fall of Alan Bond) і надалі продовжував стежити за долею екс-мільярдера, який відсидів чотири роки у в'язниці, а потім поступово повернувся в бізнес. 2007 року Бонд подав на Баррі в суд у зв'язку з черговою його статтею, однак програв справу у всіх інстанціях.
Крім того, 2006 року Баррі випустив біографію знаменитого гравця в крикет Шейна Ворна.
Володар численних професійних нагород. Двічі одружений, від кожної з дружин має трьох дітей.